# كوربي
كوربي هي بلدية تقع في إقليم أرجيش في رومانيا.

## السكان
حسب إحصائيات 2002 بلغ عدد سكان القرية 4,395 نسمة.